# أوراسيو ألتونا
أوراسيو ألتونا (بالإسبانية: Horacio Altuna)‏ (قرطبة (الأرجنتين), 24 تشرين الثاني / نوفمبر من عام 1941) هو رسام كاريكاتير أرجنتيني مشهور عالميا بأعماله، بما في ذلك مجنون شافيز وأبواب السيد لوبيز والذين كتبهما كارلوس تريلو. حصل على جائزة الطفل الأصفر مرتين (1986 و 2004). يعيش منذ عام 1982 في سيدجيس (كاتالونيا، إسبانيا)

## السيرة الذاتية

### البدايات
الميل إلى الرسم بدأ وهو صغير جدا في عمر الثامنة أو التاسعة. إلا أنه وفي نهاية المدرسة الثانوية بدأ مهنة المحاماة لأنه وعلى الرغم من حبه للرسم إلا أنه لم ير فيه مستقبل. صديقه ومعلمه جياني دالفيوم هو من شجعه بأن يدخل في مجال الرسوم. في عام 1965 نشر أول كاريكاتير له تحت اسم سوبر فولادور.

### السبعينات
في السبعينات انضم إلى مؤسسة الرسم لينضم إلى نضال الحقوق الفكرية. مع فشله في تحقيق ما يريد، يغادر كولومبيا ويبدأ العمل في مجال الإعلانات ويعمل لدى المجلات الأجنبية كمجلات فليت أواي وتومسون (كلاهما في إنجلترا) وكاريكاتير تشاريتون (في الولايات المتحدة).

### الثمانينات
في عام 1982 استقر في سيدجيس في إسبانيا، وبعد ذلك بعام واحد نشر في مجلة 1984 كاريكاتير تحت اسم (خيالي) لتصبح أول مجلة تعترف به ككاتب وراسم كاركاتير وليستحق أول جائزة ككاتب. هذا العمل سيتم نشره لاحقا في عام 1984 في المجلة الأرجنتينية فييرو. 

### التسعينات
استمر بنشر سلسلة الرسومات المثيرة لمجلة بلاي بوي وفي الأرجنتين حيث سيتم نشر أعماله في مجلة سكس هيومر. قام أيضا بنشر قصة في مجلة بلاي بوي تحت اسم قطة.

### 2000
في القرن الحادي والعشرين وفي عام 2004 حصل على جائزة كبرى من كاريكاتير برشلونة العالمي ليصبح أول فنان غير إسباني يحصل على الجائزة.
في 2012 حصل على جائزة كونيكس برايز في الكوميديا والكارتون.

## أعماله
- لوكو تشافيز (1975)
- أبواب السيد لوبيز.
- خيالي.
- فرص.
- نهاية الوقت
- قصص قصيرة لمجلة بلاي بوي
- قصص قصيرة لمجلة سكس هيومر
- لوس أنجلوس الحارة

## روابط خارجية
- أوراسيو ألتونا على موقع IMDb (الإنجليزية)

- Entrevista a Horacio Altuna en Jot Down